# Nicolás Oyarzún
Nicolás Oyarzún (Viña del Mar, 29 de enero de 1987) es un actor chileno.

## Televisión
| Año       | Título                   | Papel               | Ref.                          |
| --------- | ------------------------ | ------------------- | ----------------------------- |
| 2011      | Su nombre es Joaquín     | Dante Silva         | Elenco principal              |
| 2012      | Dama y obrero            | Rubén Villavicencio | Elenco principal              |
| 2012      | Separados                | Martín Sandoval     | 14 episodios                  |
| 2013      | Socias                   | Mariano Rivas       | Elenco principal              |
| 2014      | Caleta del sol           | Gabriel Opazo       | Elenco principal              |
| 2016      | Señores papis            | Joaquín Undurraga   | 21 episodios                  |
| 2017–2018 | Perdona nuestros pecados | Gerardo Montero     | T1–T2. Elenco principal       |
| 2018–2019 | Isla paraíso             | Franco León         | Coprotagonista; 233 episodios |
| 2021      | Edificio corona          | Pablo Arancibia     | Coprotagonista; 120 episodios |
| 2021–2022 | Amar profundo            | Fabián Bravo        | Protagonista; 156 episodios   |
| 2022–2023 | Hijos del desierto       | Diego Ahumada       | 63 episodios                  |
| 2023–2024 | Generación 98            | Gonzalo Bulnes      | Protagonista; 179 episodios   |
| 2024      | El señor de La Querencia | Manuel Pradenas     | Protagonista; 80 episodios    |
| 2025      | Aguas de oro             | Miguel Ángel Young  | Elenco principal              |

| Año  | Título                         | Rol          | Canal  |
| ---- | ------------------------------ | ------------ | ------ |
| 2009 | GCU                            | Conductor    | UCV TV |
| 2009 | Calle 7                        | Participante | TVN    |
| 2013 | Juga2                          | Participante | TVN    |
| 2013 | Selección Internacional: China | Conductor    | Mega   |
| 2021 | Mi barrio, tu mejor compañía   | Invitado     | Mega   |

## Teatro
- Piratas del Caribe, el musical (Mallplaza) - Personaje : "El corsario negro" (2019)
- Lucas & Yo - Personaje: Lucas (2022/2023)